# Stolperstein in Wandlitz

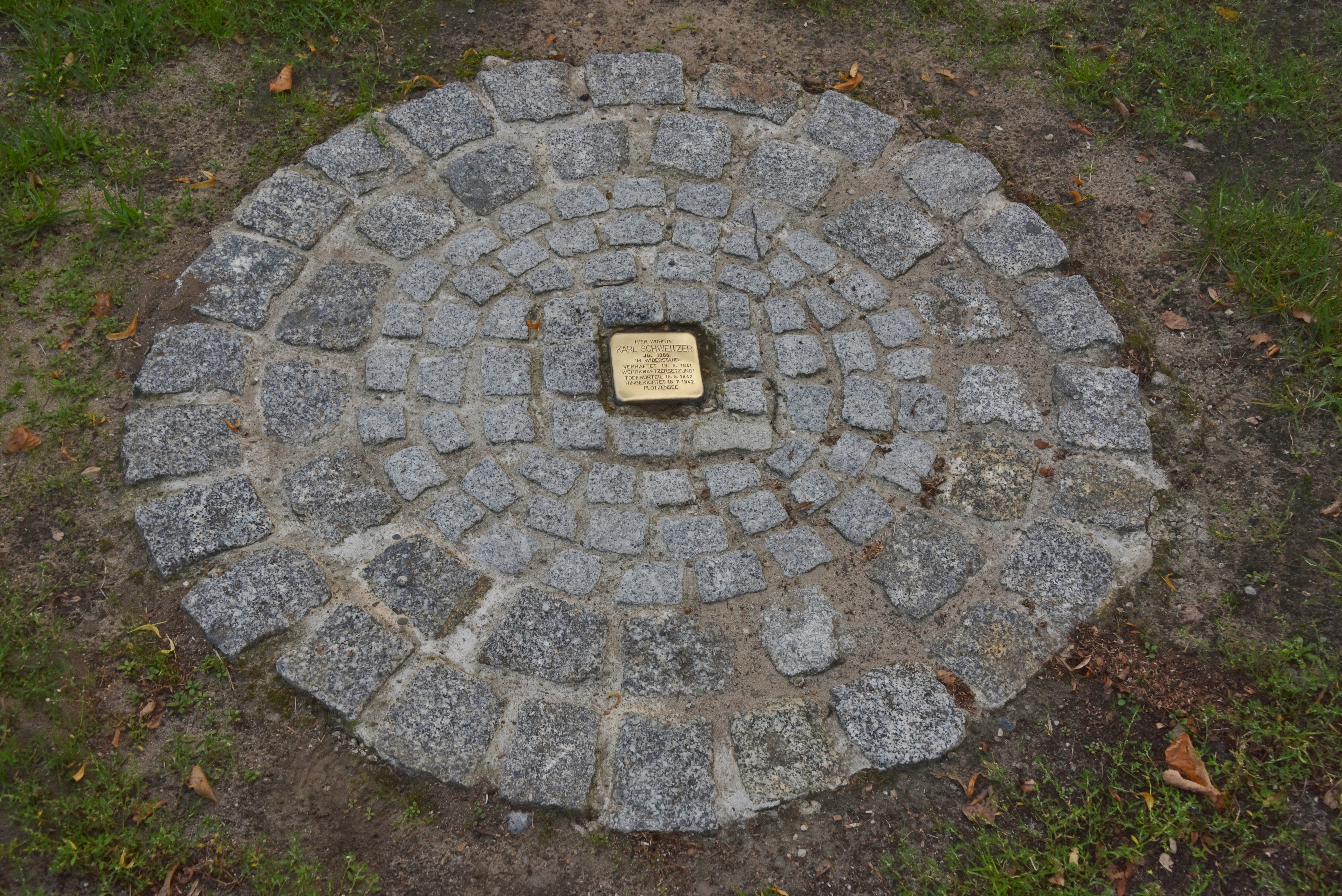
Stolperstein für Karl Schweitzer

Der Stolperstein in Wandlitz ist dem Widerstandskämpfer Karl Schweitzer gewidmet, der am 18. Juli 1942 in Berlin-Plötzensee hingerichtet wurde. Stolpersteine werden vom Kölner Künstler Gunter Demnig in weiten Teilen Europas verlegt. Sie erinnern an das Schicksal der Menschen, die von den Nationalsozialisten ermordet, deportiert, vertrieben oder in den Suizid getrieben wurden und liegen im Regelfall vor dem letzten selbstgewählten Wohnsitz des Opfers.
Der bislang einzige Stolperstein von Wandlitz wurde am 26. August 2021 vom Künstler persönlich verlegt.

## Stolperstein
| Stolperstein | Inschrift | Verlegeort                | Name, Leben |
| ------------ | --- | ------------------------- | --- |
|              | HIER WOHNTE KARL SCHWEITZER JG. 1886 IM WIDERSTAND VERHAFTET 19.6.1941 'WEHRKRAFTZERSETZUNG' TODESURTEIL 19.5.1942 HINGERICHTET 18.7.1942 PLÖTZENSEE | Karl-Schweitzer-Straße 17 | Karl Schweitzer wurde 1886 in Schönerlinde geboren. Er war mit Hedwig (1894–1983) verheiratet. Schweitzer war Kommunist, beteiligte sich 1918 an der Novemberrevolution und war von 1928 bis 1932 Abgeordneter in der Gemeindevertretung von Schönwalde. Am 19. Juni 1941 wurde er verhaftet und vor Gericht gestellt. Er hatte in einer Berliner Gaststätte sich gegen den Krieg geäußert und war denunziert worden. In einem politischen Schauprozess wurde er wegen „Wehrkraftzersetzung“ am 19. Mai 1942 zum Tode verurteilt. Karl Schweitzer wurde am 18. Juli 1942 in Berlin-Plötzensee hingerichtet. Zu DDR-Zeiten trugen die Straße, in der er einst wohnte, und die Oberschule (POS) Basdorf seinen Namen. An seinem Wohnhaus wurde eine Gedenktafel angebracht. Oft kamen Schulklassen mit ihren Lehrern, um mehr über den Widerstandskämpfer zu erfahren. 1990 wurde die Gedenktafel abmontiert. Die Grundschule Basdorf trägt nicht mehr seinen Namen. Nur die Straße wurde nicht umbenannt. 2010 wurde die Grabstätte von Karl und Hedwig Schweitzer am Kommunalfriedhof Wandlitz zu einem Ehrengrab umgewidmet. |

## Verlegedatum
Die Verlegung erfolgte durch den Künstler persönlich am 26. August 2021.